# Leda (Michelangelo)
Die Leda ist eines der bekanntesten Motive von Michelangelo Buonarroti und der italienischen Renaissance. Das Original ist nicht erhalten, die Kopie der National Gallery stammt aus dem Kreis von Rosso Fiorentino.
In der griechischen Mythologie nähert sich Zeus der Leda in der Gestalt eines Schwans. Schon aus der Antike sind bildliche Darstellungen der Verführungsszene erhalten, so zum Beispiel eine Wandmalerei in Pompeji oder eine Statue in Athen. In der Renaissance griff wohl als erster Filarete das Motiv für ein Relief auf der Bronzetür des Petersdoms in Rom auf. Ein ebenfalls verlorenes Gemälde von Leonardo da Vinci stellt eine stehende Leda (1503–05) dar. Sie und Michelangelos liegende Leda sind Grundlage vieler Variationen späterer Maler.

## Geschichte des Gemäldes
Es gehört zu den wenigen Tafelgemälden, die Michelangelo malte. Durch Giorgio Vasari ist bekannt, dass das Bild in Tempera gemalt war. Es entstand 1529/30 im Auftrag von Alfonso d’Este von Ferrara, der es aber nie erhalten sollte. Die Legende besagt, dass sich der Abgesandte des Herzogs taktlos gegenüber Michelangelo verhalten habe, woraufhin dieser das Bild seinem Schüler Antonio Mini schenkte. Mini brachte das Bild 1532 zusammen mit zwei Kisten voller Zeichnungen Michelangelos an den französischen Hof nach Fontainebleau, wo er es für Franz I. als möglichen Interessenten deponierte. Später soll dieser das Bild tatsächlich gekauft haben. Es blieb vermutlich bis 1643 in Fontainebleau, bis es unter Ludwig XIII., wahrscheinlich auf Betreiben von Anna von Österreich wegen seiner unmoralischen Darstellung an den Minister François Sublet zur Vernichtung übergeben wurde. Ob dieser der Weisung nachkam oder das Bild selbst behielt, ist unklar, denn Francesco Milizia berichtet, dass es 1740, wenn auch in schlechtem Zustand, noch existiert habe. Danach verlieren sich alle Spuren des Gemäldes.

## Kopien

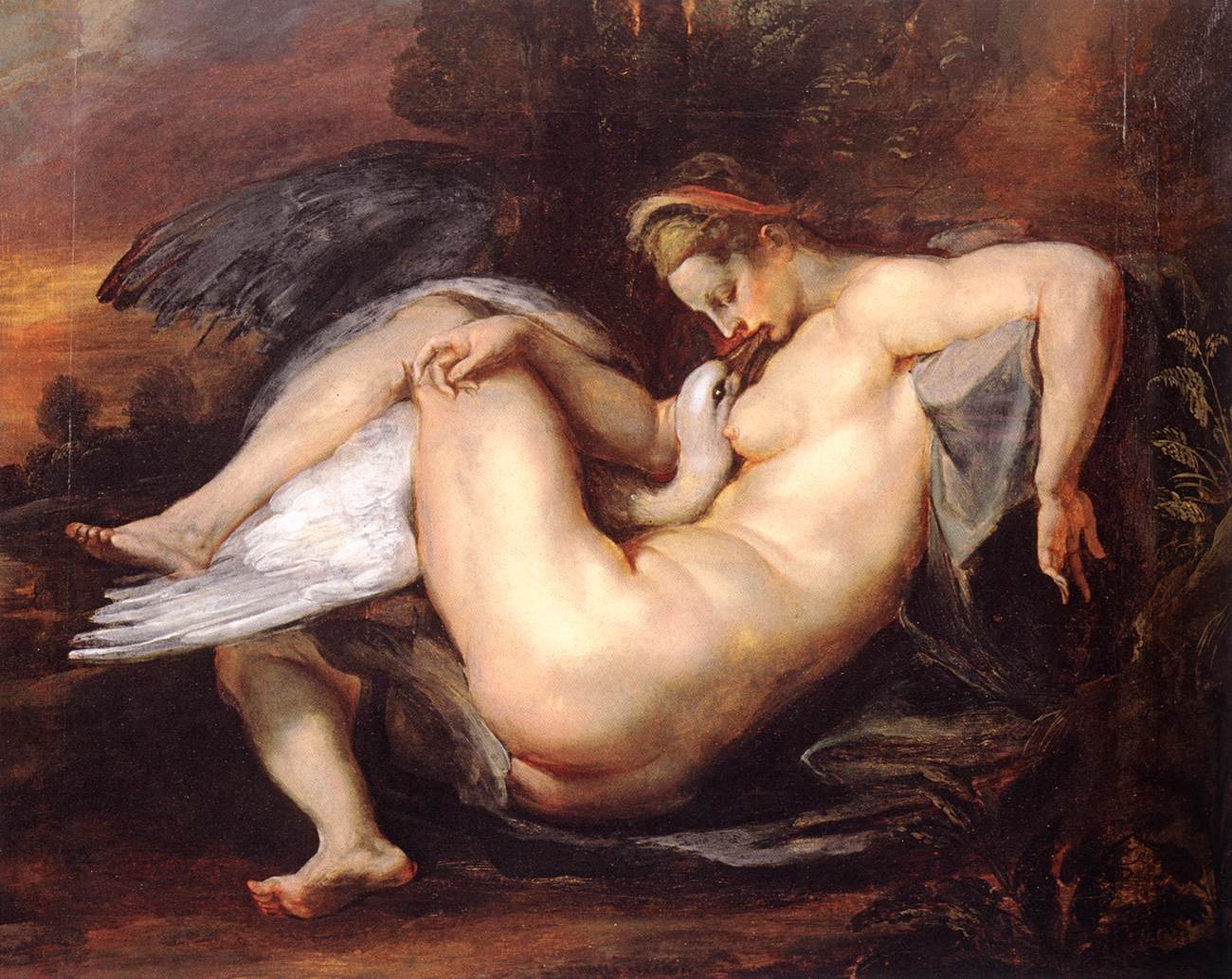
Leda mit dem Schwan, Peter Paul Rubens, 1687

Einen ungefähren Eindruck des heute verschollenen Bildes liefern zahlreiche Kopien und Stiche, von denen das Bild in der Londoner National Gallery am bekanntesten ist. Dieses galt längere Zeit als möglicher Kandidat für das verschollene Originalbild, wird heute aber für eine im Kreis von Rosso Fiorentino angefertigte Kopie gehalten. Weitere bekannte gemalte Kopien befinden sich in Venedig (Museo Correr) und Dresden (Gemäldegalerie Alte Meister). Letztere ist ein Frühwerk von Peter Paul Rubens. Bekannte Stiche des Bildes kennen wir von Cornelis de Bos und Nicolas Beatrizet. Der Stich von Beatrizet scheint das Original am genausten wiederzugeben denn es zeigt auch die in alten Quellen erwähnten Zwillinge Kastor und Pollux sowie das zerbrochene Ei.